# Bahnhof Sandton

Streckenführung des Gautrain-Nahverkehrssystems

Der Bahnhof Sandton des südafrikanischen Nahverkehrssystems Gautrain ist ein Bahnhof auf dem Gebiet der Metropolgemeinde City of Johannesburg im Stadtteil Sandton. Der unterirdisch angelegte Bahnhof befindet sich an der Rivonia Road zwischen West Street und Fifth Avenue. Die Passagiere gelangen über Rolltreppen und Aufzüge von und zu den Bahnsteigen.
Der Bahnhof wird von allen Linien des Gautrains bedient. Für Reisende zum OR Tambo International Airport gibt es hier einen gesonderten Bahnsteig und speziell gestaltete Gepäcktransportmöglichkeiten.

## Anschlüsse mit anderen Verkehrsträgern

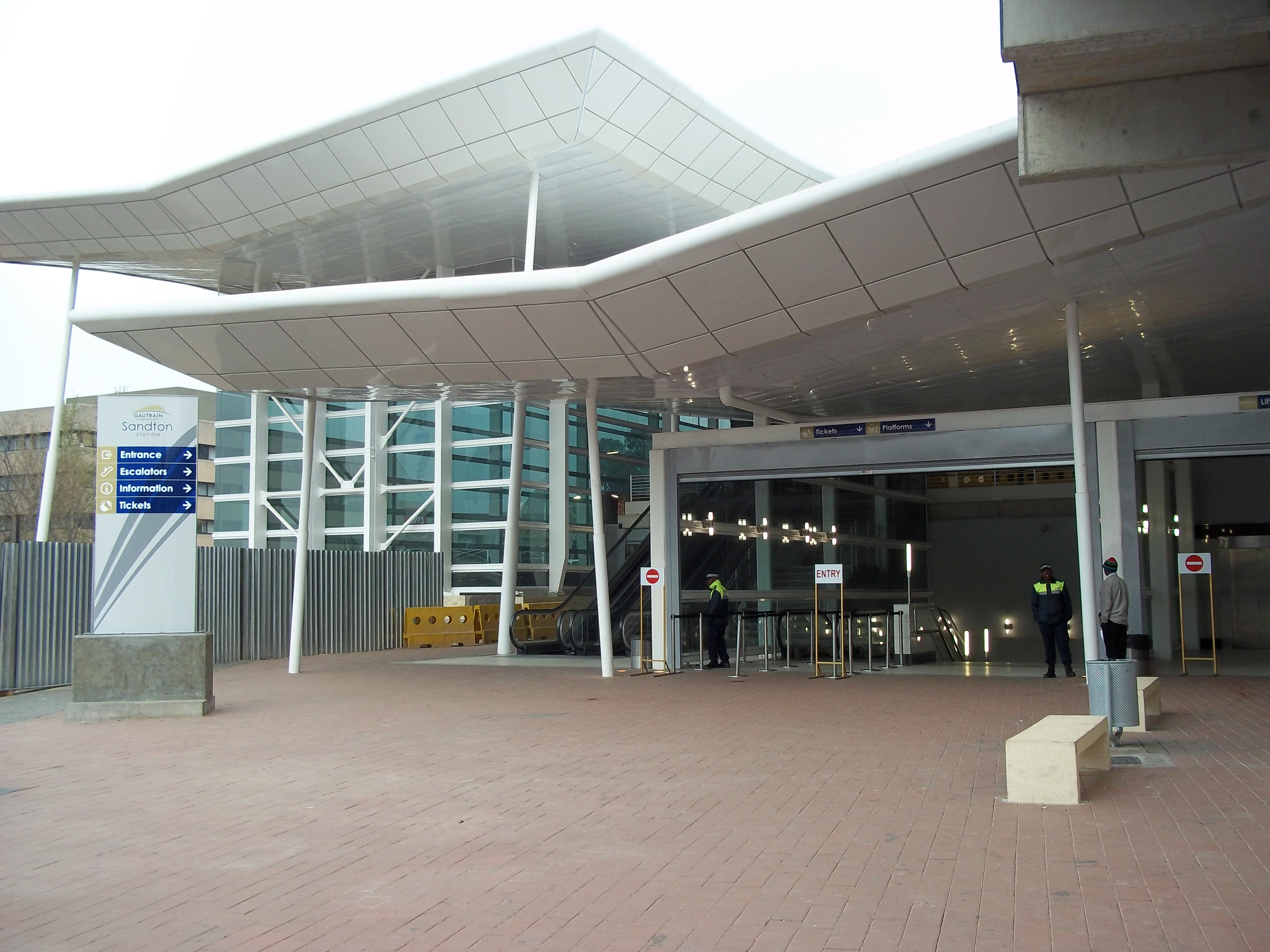
Eingangszone zur Sandton-Station

Die Station erreicht man mit verschiedenen Verkehrsangeboten. Dazu zählen der Gautrain-Busservice für Gautrain-Passagiere, ein eigenes Zubringersystem an den Stationen, das in Spitzenbelastungszeiten aller 12 Minuten diese Station anfährt.
Ferner verkehren hier Busse des kommunalen Rea Vaya Bus Rapid Transit, des Johannesburg Metropolitan Bus Service (Metrobus) und es stehen Mietwagendienste zur Verfügung.
Nahe der Gautrain-Station befinden sich Park-and-Ride-Stellplätze sowie Kiss-and-ride-Haltemöglichkeiten.

## Urbane Funktionsbereiche und Sehenswürdigkeiten nahe der Station
- Einkaufszonen: Nelson Mandela Square, Sandton City
- die Sandton Public Library (Stadtbibliothek Sandton)
- das Kongreßzentrum Sandton Convention Centre.